# Signac et ses amis en bateau
Signac et ses amis en bateau est un tableau réalisé par le peintre français Pierre Bonnard vers 1924. Cette huile sur toile est une marine représentant Paul Signac à la barre d'un voilier. 

## Histoire
Bien que Signac était un pointilliste, et Bonnard s'inscrivait initialement dans le mouvement pictural des nabis, les deux peintres étaient amis, et s'intéressaient aussi à leurs créations réciproques.
Signac est représenté au centre, tenant la barre. La mer est sombre, en opposition de couleurs avec le pont du bateau. C'était un passionné de navigation, notamment sur la Seine ou en Méditerranée.
Longtemps propriété de Jos Hessel, ce tableau est ensuite conservée à la Kunsthaus de Zurich, à Zurich.

## Postérité
Le tableau fait partie des « 105 œuvres décisives de la peinture occidentale » constituant le musée imaginaire de Michel Butor.